# 315

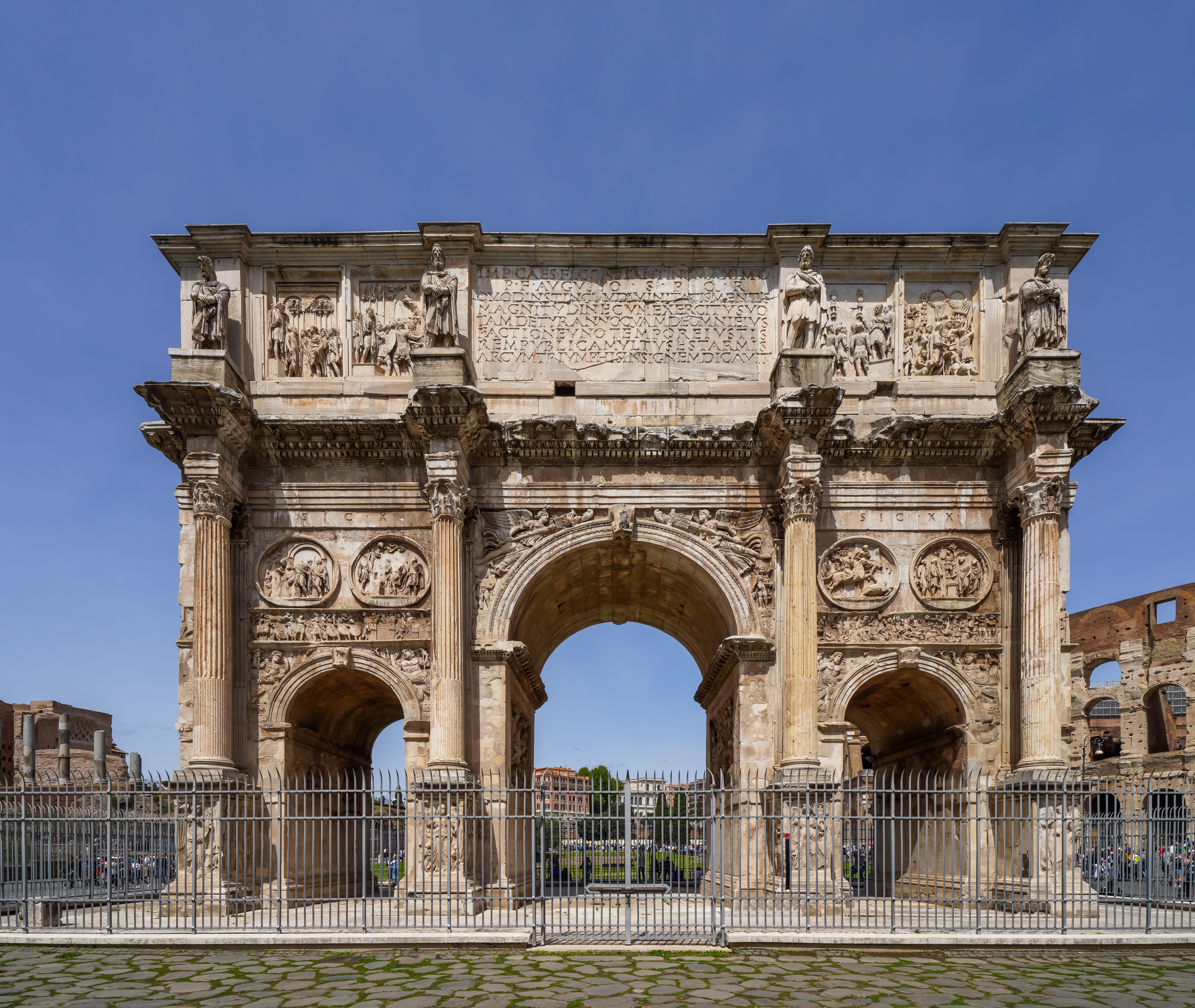
Boog van Constantijn (Rome)

Het jaar 315 is het 15e jaar in de 4e eeuw volgens de christelijke jaartelling.

## Gebeurtenissen

### Italië
- Vermeende datum van de Donatio Constantini (Schenking van Constantijn), in werkelijkheid een 8e-eeuwse vervalsing, waarin keizer Constantijn I in een bevelschrift het wereldlijke oppergezag van het Westen overdraagt aan paus Silvester I.
- 25 juli - De Boog van Constantijn wordt ingewijd door Constantijn I; tijdens de ceremonie weigert hij een offer te brengen aan de goden, dit wordt als godslastering gezien.
- Lactantius, hoftheoloog en adviseur van Constantijn I, krijgt de taak om zijn tienjarige zoon Crispus te onderwijzen in literatuur en religie.
- Constantijn I laat in het West-Romeinse Rijk de solidus voorzien van het Chi-Rho-symbool (Grieks monogram voor Christus).

### Perzië
- Constantijn I schrijft een brief aan koning Shapur II van Perzië, waarin hij er op aandringt dat deze het christendom in zijn rijk eerbiedigt.

## Geboren
- Cyrillus van Jeruzalem, bisschop en kerkleraar (overleden 386)
- Flavius Hannibalianus, koning van Armenië en Pontus (overleden 337)
- Hilarius van Poitiers, bisschop en kerkleraar (overleden 368)

## Overleden
- Hermylus en Stratonicus, christelijke heiligen en martelaars